# Supercoppa spagnola 2017 (pallacanestro maschile)
La Supercoppa spagnola 2017  è la 14ª Supercoppa spagnola di pallacanestro maschile, organizzata dalla ACB e la 18ª edizione in generale. È anche chiamata Supercoppa Endesa per motivi di sponsorizzazione.
Sarà disputata il 22 e il 23 settembre 2017 presso la Gran Canaria Arena di Las Palmas tra i seguenti quattro club:
- Gran Canaria, squadra ospitante
- Valencia, campione di Spagna 2016-17
- Real Madrid, vincitore della Copa del Rey 2017
- Málaga, vincitore dell'Eurocup 2016-17

## Sorteggio
Le semifinai sono state sorteggiate il 6 luglio 2017, senza alcuna restrizione.

## Tabellone
|  | Semifinali | Semifinali   | Semifinali   |              |          | Finale   | Finale | Finale |  |
|  |            |              |              |              |          |          |        |        |  |
|  | 2          | Valencia     | 83           |              |          |          |        |        |  |
|  | 2          | Valencia     | 83           |              |          |          |        |        |  |
|  | 4          | Málaga       | 78           |              |          |          |        |        |  |
|  | 4          | Málaga       | 78           |              | Valencia | Valencia | 69     |        |  |
|  |            |              |              |              | Valencia | Valencia | 69     |        |  |
|  |            |              | Gran Canaria | Gran Canaria | 63       |          |        |        |  |
|  | 1          | Gran Canaria | Gran Canaria | Gran Canaria | 63       | 73       |        |        |  |
|  | 1          | Gran Canaria |              |              |          |          |        |        |  |
|  | 3          | Real Madrid  | 64           |              |          |          |        |        |  |

## Semifinali
| Arbitri: | Emilio Pérez Pizarro Carlos Peruga Araña |

|                |            |              |
| Green 18       | Punti      | 23 Nedović   |
| Diot 6         | Assist     | 4 Augustine  |
| Thomas 9       | Rimbalzi   | 5 Shermadini |
| Txus Vidorreta | Allenatori | Joan Plaza   |

| Arbitri: | Miguel Ángel Pérez Pérez Cortés Aliaga |

|                     |            |                            |
| Mekel, Pasečņiks 11 | Punti      | 17 Ayón                    |
| Oliver 6            | Assist     | 3 Campazzo                 |
| McKissic 7          | Rimbalzi   | 5 Ayón, Campazzo Thompkins |
| Luis Casimiro       | Allenatori | Pablo Laso                 |

## Finale
| Arbitri: | Emilio Pérez Pizarro Carlos Peruga Cortés |

| |            | |
| Eriksson 13 | Punti      | 18 San Emeterio |
| Oliver 8 | Assist     | 2 Vives |
| Rabaseda 5 | Rimbalzi   | 7 Dubljević, Thomas |
| 9 Mekel• 11 Seeley• 13 Báez• 14 Pasečņiks• 27 McKissic 4 Oliver• 8 Eriksson• 12 Balvin• 21 Paulí• 22 Rabaseda• 34 Aguilar• 40 Fischer | Formazioni | 0 Thomas• 16 Vives• 21 Pleiß• 30 Sastre• 32 Green 8 Diot• 12 Llompart• 14 Dubljević• 17 Martínez• 19 San Emeterio• 42 Doornekamp• 51 Hlinason |
| Luis Casimiro | Allenatori | Txus Vidorreta |